# Плавання на Чемпіонаті Європи з водних видів спорту 2022 — естафета 4x200 метрів вільним стилем (чоловіки)
Змагання з плавання в естафеті 4x200 метрів вільним стилем серед чоловіків на Чемпіонаті Європи з водних видів спорту 2022 відбулися 11 серпня (попередні запливи і фінал).

## Рекорди
На момент проведення змагань рекорди були такими:
|                           | Країна          | Час     | Місто    | Дата           |
| ------------------------- | --------------- | ------- | -------- | -------------- |
| Світовий рекорд           | США             | 6:58.55 | Рим      | 31 липня 2009  |
| Рекорд Європи             | Велика Британія | 6:58.58 | Токіо    | 28 липня 2021  |
| Рекорд чемпіонатів Європи | Росія           | 7:03.48 | Будапешт | 19 травня 2021 |

## Результати

### Попередні запливи[3]
| Місце | Доріжка | Країна          | Спортсмени                                                                                            | Час     | Примітки |
| ----- | ------- | --------------- | --- | ------- | -------- |
| 1     | 2       | Італія          | Філіппо Мельї (1:48.26) Маттео Чампі (1:47.20) Габріеле Детті (1:46.57) Лоренцо Галоссі (1:47.00)     | 7:09.03 | Q        |
| 2     | 6       | Франція         | Мевен Томак (1:48.42) Віссам-Амазіг Єбба (1:46.15) Ензо Тесік (1:47.37) Роман Фухс (1:47.65)          | 7:09.59 | Q        |
| 3     | 5       | Німеччина       | Лукас Мертенс (1:47.31) Пуль Цельманн (1:47.73) Геннінґ Мюлайтнер (1:49.35) Тімо Соргіус (1:49.88)    | 7:14.27 | Q        |
| 4     | 0       | Швейцарія       | Антоніо Дьякович (1:47.22) Нільс Лісс (1:48.88) Жеремі Депланш (1:49.32) Роман Мітюков (1:49.31)      | 7:14.73 | Q        |
| 5     | 9       | Ізраїль         | Бар Соловейчік (1:49.02) Рон Полонський (1:48.77) Даніел Намір (1:49.14) Денис Локтєв (1:48.78)       | 7:15.71 | Q        |
| 6     | 3       | Угорщина        | Річард Мартон (1:48.57) Даніель Мезарош (1:49.48) Балаж Холло (1:48.12) Нандор Немет (1:49.74)        | 7:15.91 | Q        |
| 7     | 4       | Швеція          | Робін Гансон (1:49.58) Віктор Юханссон (1:47.94) Маркус Голмквіст (1:49.71) Еліас Перссон (1:51.25)   | 7:18.48 | Q        |
| 8     | 1       | Велика Британія | Камерен Керл (1:50.29) Едвард Мілдред (1:50.49) Кіран Берд (1:48.05) Джекоб Віттл (1:49.78)           | 7:18.61 | Q        |
| 9     | 8       | Болгарія        | Антані Іванов (1:49.00) Петар Мітсін (1:49.08) Калоян Левтеров (1:51.10) Йордан Янчев (1:49.65)       | 7:18.83 |          |
| 10    | 7       | Литва           | Данас Рапшис (1:48.39) Данііл Панцеравас (1:50.19) Томас Сунгайла (1:51.71) Томас Навіконіс (1:50.75) | 7:21.04 |          |

### Фінал[4]
| Місце | Доріжка | Країна          | Спортсмени                                                                                             | Час     | Примітки |
| ----- | ------- | --------------- | --- | ------- | -------- |
| 1     | 7       | Угорщина        | Нандор Немет (1:46.28) Річард Мартон (1:47.01) Балаж Холло (1:47.67) Кріштоф Мілак (1:44.42)           | 7:05.38 | НР       |
| 2     | 4       | Італія          | Марко Де Тулліо (1:46.47) Лоренцо Галоссі (1:47.91) Габріеле Детті (1:46.51) Стефано Ді Кола (1:45.36) | 7:06.25 |          |
| 3     | 5       | Франція         | Адрієн Сальван (1:46.50) Віссам-Амазіг Єбба (1:45.92) Ензо Тесік (1:47.51) Роман Фухс (1:47.04)        | 7:06.97 |          |
| 4     | 6       | Швейцарія       | Антоніо Дьякович (1:46.10) Нільс Лісс (1:49.35) Ное Понті (1:46.42) Роман Мітюков (1:46.39)            | 7:08.26 |          |
| 5     | 2       | Ізраїль         | Денис Локтєв (1:48.78) Даніел Намір (1:48.43) Бар Соловейчік (1:47.53) Рон Полонський (1:47.24)        | 7:11.98 |          |
| 6     | 8       | Велика Британія | Метью Річардс (1:48.16) Кіран Берд (1:48.09) Джекоб Віттл (1:49.44) Томас Дін (1:46.69)                | 7:12.38 |          |
| 7     | 3       | Німеччина       | Лукас Мертенс (1:46.22) Пуль Цельманн (1:48.45) Геннінґ Мюлайтнер (1:48.92) Тімо Соргіус (1:49.99)     | 7:13.58 |          |
| 8     | 1       | Швеція          | Робін Гансон (1:48.56) Віктор Юханссон (1:48.56) Маркус Голмквіст (1:50.26) Еліас Перссон (1:51.35)    | 7:18.73 |          |